# Концерт для фортепіано з оркестром № 12 (Моцарт)
Концерт для фортепіано з оркестром № 12 Ля мажор (KV 414) Вольфганга Амадея Моцарта написаний 1782 року у Відні.
Складається з трьох частин:
1. Allegro
2. Andante
3. Allegretto